# Raoul Kouakou
Raoul Kouakou, född 3 januari 1980 i Abidjan, är en ivoriansk före detta fotbollsspelare.

## Karriär
Kouakou spelade mellan 2002 och 2005 för norska Sogndal. I augusti 2005 gick han till svenska Malmö FF. I en allsvensk match mot Hammarby IF 2006 gjorde han ett självmål och skadade av misstag lagkamraten Christian Järdler i en nickduell.
Han lämnade MFF för norska Sandefjord hösten 2007. I november 2007 löstes han från sitt kontrakt med den norska klubben. Efter övergången till Sandefjord 2007 kunde han inte spela på grund av en knäskada. Sandefjord menade att Malmö FF dolt skadan men i maj 2010 beslutade FIFA till malmöklubbens fördel att Sandefjord var skyldiga att betala övergångskostnaden till MFF.
Han har även spelat två A-landskamper för Elfenbenskusten.

## Smeknamn
Raoul Kouakous smeknamn i Malmö FF var "Göken" på grund av likheten mellan hans efternamn och gökens läte ("kokoo"). Under sin tid i Norge fick han smeknamnet Røde Raoul av kvällspressen på grund av sina många röda kort.